# NGC 1387

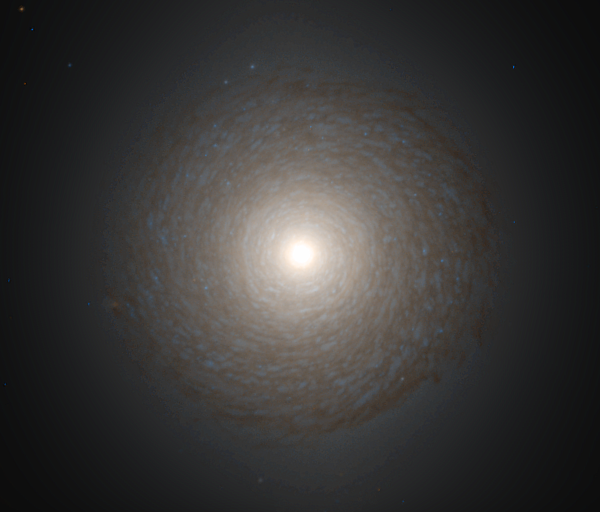
NGC 1387 par le télescope spatial Hubble.

NGC 1387 est une galaxie lenticulaire située dans la constellation du Fourneau. NGC 1387 a été découverte par l'astronome britannique John Herschel en 1835.

## Caractéristiques
NGC 1387 est possiblement est une galaxie LINER, c'est-à-dire une galaxie dont le noyau présente un spectre d'émission caractérisé par de larges raies d'atomes faiblement ionisés.

### Distance
Sa vitesse par rapport au fond diffus cosmologique est de 1 207 ± 14 km/s, ce qui correspond à une distance de Hubble de 17,8 ± 1,3 Mpc (∼58,1 millions d'al).
À ce jour, une quinzaine de mesures non basées sur le décalage vers le rouge (redshift) donnent une distance de 17,693 ± 3,237 Mpc (∼57,7 millions d'al), ce qui est à l'intérieur des valeurs de la distance de Hubble.

## Morphologie
NGC 1387 a été utilisée par Gérard de Vaucouleurs comme une galaxie de type morphologique SB0− dans son atlas des galaxies,.

### Un disque entourant le noyau
Grâce aux observations du télescope spatial Hubble, on a détecté un disque de formation d'étoiles autour du noyau de NGC 1387. La taille de son demi-grand axe est estimée à 660 pc (~2150 années-lumière) à la distance estimée de cette galaxie.

## Groupe de NGC 1399 et l'amas du Fourneau
NGC 1387 fait partie du groupe de NGC 1399. Ce groupe fait partie de l'amas du Fourneau et il comprend au moins 42 galaxies, dont NGC 1326, NGC 1336, NGC 1339, NGC 1344 (=NGC 1340), NGC 1351, NGC 1366, NGC 1369, NGC 1373, NGC 1374, NGC 1379, NGC 1399, NGC 1406, NGC 1419, NGC 1425, NGC 1427, NGC 1428, NGC 1437 (=NGC 1436), NGC 1460, IC 1913 et IC 1919 . La désignation FCC 184 indique que NGC 1387 est un membre de l'amas du Fourneau dans le catalogue de Henry Ferguson,.